# كريس جوزيف
كريس جوزيف (بالإنجليزية: Kris Joseph)‏ مواليد 17 ديسمبر 1988 في مونتريال، هو لاعب كرة سلة محترف كندي بدأ مسيرته الاحترافية في سنة 2012 حيث تم اختياره من قبل فريق بوسطن سيلتكس خلال الدرافت، يلعب مع فريق أورليان لواريت في الدوري الفرنسي لكرة السلة الدرجة الأولى ويحمل الرقم 32. يبلغ طوله 6 قدم 7 بوصة (2.0 م).

## فرق لعب لها
- بوسطن سيلتكس
- بروكلين نتس
- إلان شالون
- جاي دي أيه ديجون
- أورليان لواريت

## إحصائيات المسيرة

### الموسم الاعتيادي
| السنة   | الفريق       | لعب | بدأ | دقيقة | ميداني% | ثلاثية | حرة  | ارتداد | صنع | استلاب | تصدي | نقطة |
| ------- | ------------ | --- | --- | ----- | ------- | ------ | ---- | ------ | --- | ------ | ---- | ---- |
| 2012–13 | بوسطن سيلتكس | 6   | 0   | 4.0   | .182    | .000   | .750 | 0.8    | 0.2 | 0.0    | 0.0  | 1.2  |
| 2012–13 | بروكلين نتس  | 4   | 0   | 7.5   | .000    | .000   | .500 | 0.5    | 0.0 | 0.8    | 0.0  | 0.5  |
| المسيرة |              | 10  | 0   | 5.4   | .143    | .000   | .625 | 0.7    | 0.1 | 0.3    | 0.0  | 0.9  |

## روابط خارجية
- كريس جوزيف على موقع الاتحاد الدولي لكرة السلة (الإنجليزية)
- كريس جوزيف على موقع إن بي أي (الإنجليزية)
- كريس جوزيف على موقع سبورتس رفرنس (الإنجليزية)
- كريس جوزيف على موقع كرة السلة الأوروبية.كوم (الإنجليزية)
- كريس جوزيف على موقع كلية كرة السلة في سبورتس رفرنس.كوم (الإنجليزية)
- كريس جوزيف على موقع ريلجم (الإنجليزية)
- كريس جوزيف على موقع بروبوليرز (الإنجليزية)
- كريس جوزيف على موقع سبورتس رفرنس (الإنجليزية)
- كريس جوزيف على موقع سبورتس رفرنس (الإنجليزية)